# Carmelitana
Carmelitana is een Gentse katholieke boekhandel en uitgeverij van de karmelieten.  Ze is gevestigd in de Burgstraat 92, vlak naast de kloosterkerk van de karmelieten.
De uitgeverij geeft religieus geïnspireerde boeken uit die bijdragen tot de verspreiding van de christelijke spiritualiteit, mystiek en meditatie over het algemeen en van de karmelitaanse spiritualiteit in het bijzonder.